# Tacógrafo

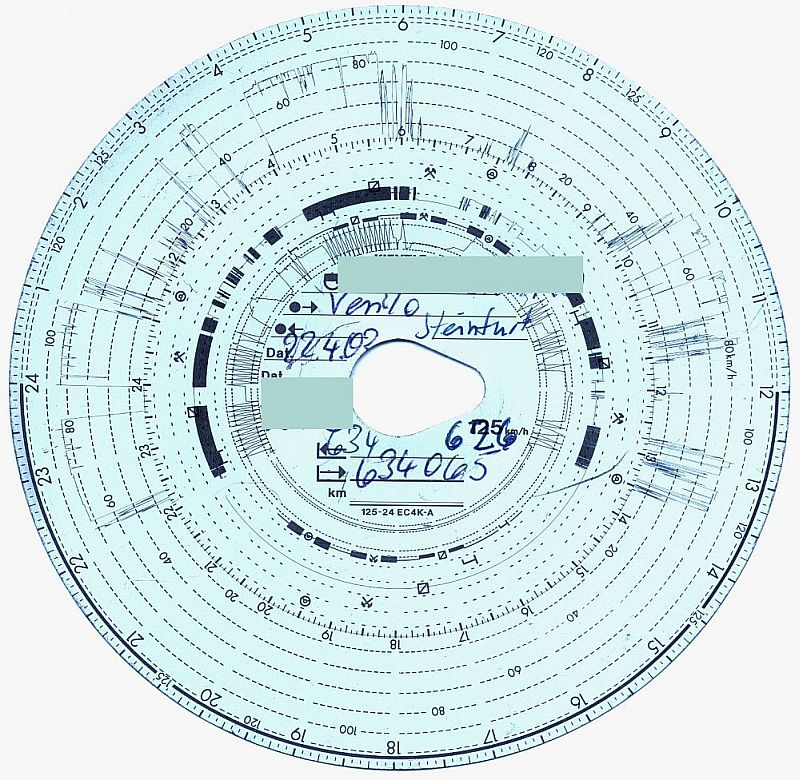
Disco de un tacógrafo.

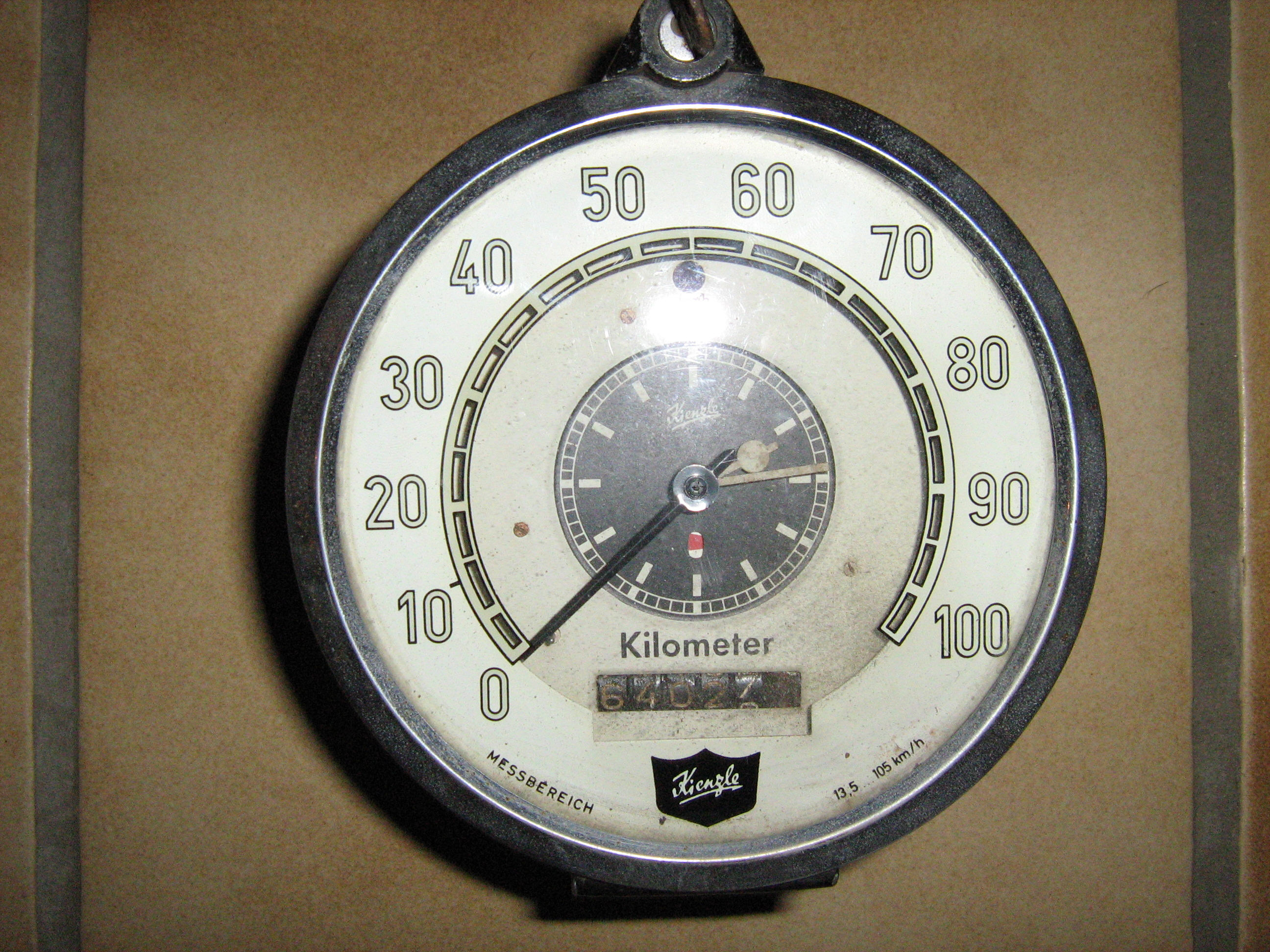
Antiguo tacógrafo alemán.

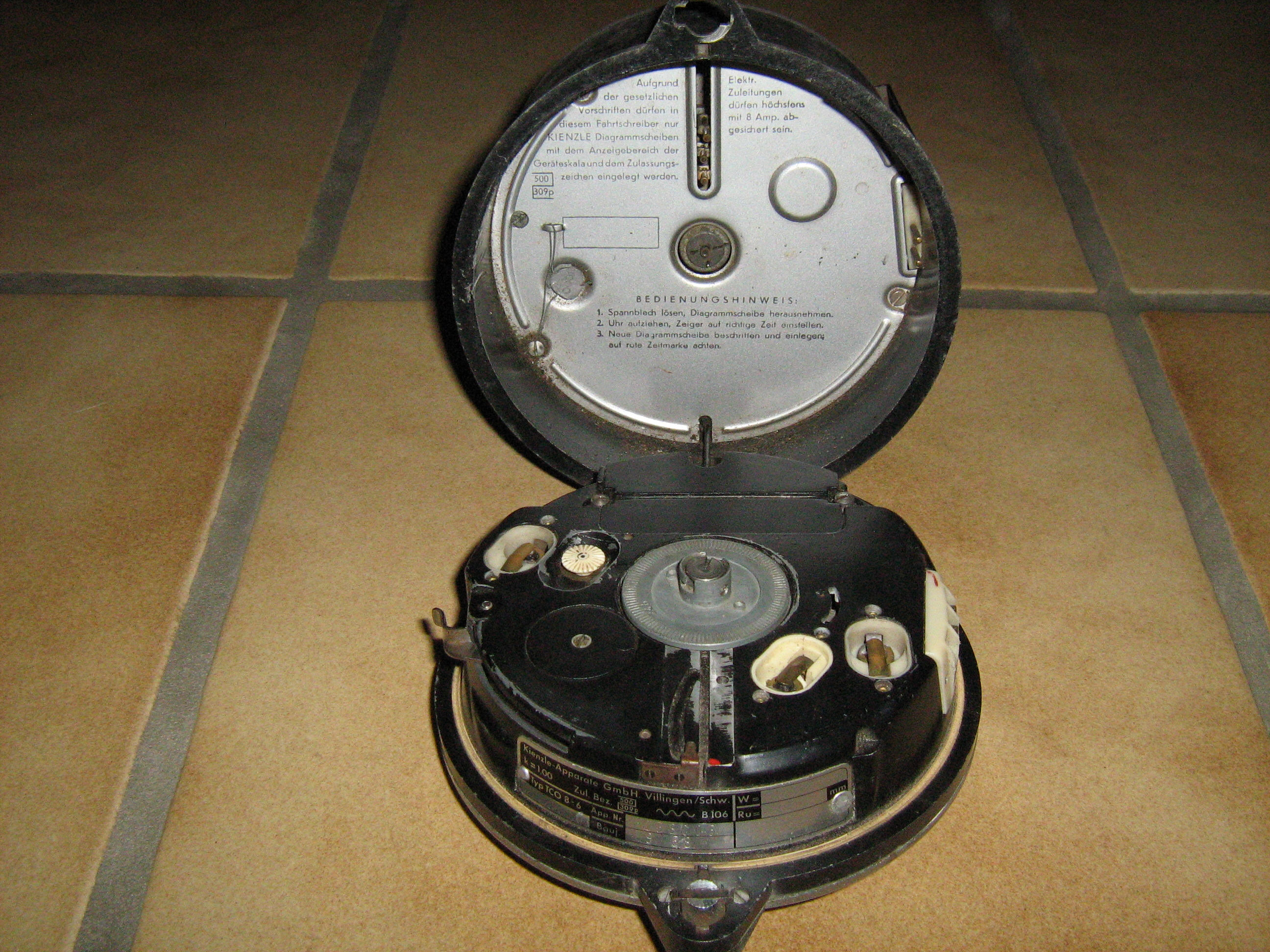
Tacógrafo abierto (mostrando el interior).

Un tacógrafo (griego τάχος (takhos): ‘rapidez’; y γράφος (grafos), de la raíz de γράφειν (grafein): ‘escribir’) es un dispositivo electrónico que registra diversos sucesos originados en un vehículo de transporte terrestre durante su conducción, sea de carga o de pasajeros y de carretera o ferroviario. Los sucesos que registra un tacógrafo normalmente son: distancia recorrida por el vehículo, velocidad (promedio y máxima), aceleraciones y frenadas bruscas, tiempo de ralentí (periodo durante el cual el vehículo permanece detenido con el motor en marcha), tiempos de descanso e interrupciones entre otros. Estos datos, dependiendo del tacógrafo, pueden ser recopilados por una computadora y almacenados en una base de datos o imprimirse en forma de gráficos en unos discos de papel para su posterior análisis.

## El tacógrafo digital
El nuevo tacógrafo digital dispone de una apariencia similar al tacógrafo analógico. El sistema consta de una unidad de vehículo, un sensor de velocidad/distancia y las tarjetas de tacógrafo.
Los discos del tacógrafo analógico han sido reemplazados por tarjetas inteligentes, basadas en un chip, que almacenan la información de conducción y dan acceso a determinadas funciones según el perfil del usuario (conductor, empresa, cuerpo de control o taller). La información almacenada será la misma en cuanto a tiempos y velocidades que aparece actualmente en los tacógrafos analógicos pero será prácticamente imposible de manipular.
La unidad de vehículo se instalará en el interior de la cabina del conductor, de forma que el conductor pueda visualizarlo y manejarlo. Éste se comunicará con el sensor, que estará instalado en la caja de cambios normalmente, conectado con la unidad mediante un cable.
En España desde el año 2006 todos los vehículos con un peso superior a 3.5 toneladas o que puedan transportar a más de 8 personas (incluido el conductor) deben incorporar un tacógrafo digital.

## Volcado de datos
Existen dos tipos de memorias que acumulan los datos de la actividad del conductor. La primera es la de la Unidad Intravehicular y la segunda es la tarjeta de conductor. 
La tacografía es una herramienta que sirve para ver el comportamiento de unidades mediante un disco diagrama que registra lo siguiente:
Velocidad.
Revoluciones por minuto.
Kilómetros recorridos. 
Paradas o estancias.
Frenada de pánico.
Gasto de combustible.
Fueras de ruta.
Tiempos exactos.